# Gul skogssångare
Gul skogssångare (Setophaga aestiva) är en mycket karakteristisk och vida spridd amerikansk fågel i familjen skogssångare inom ordningen tättingar.

## Kännetecken

### Utseende
Gul skogssångare är en rätt liten (11 cm) skogssångare med medellång stjärt och förhållandevis kraftig näbb. Hane i häckningsdräkt gör skäl för namnet, en bjärt smörgul fågel, med gröngul ovansida och några breda, något urblekta roströda streck på bröst och flanker.  Hane utanför häckningstid, hona och ungfågel är mer dämpade i färgerna. Hos båda könen syns gult i stjärten. Ansiktet är otecknad, vilket gör att det stora svarta ögat sticker ut.

### Läten
|  |
|  |

Sången hos gul skogssångare består av en serie ljusa och behagliga toner som på engelska brukar återges "sweet sweet sweet, I'm so sweet", även om den kan variera betydligt mellan olika populationer. Kontaktlätet är mjukt eller hårdare tjipp eller schipp, ofta yttrat av honan efter hanens sång. Den varnar med olika väsande läten, medan ett siit verkar enbart användas för att varna för boparasiten brunhuvad kostare.

## Utbredning och systematik
Gul skogssångare häckar i öppen och ofta fuktig skog eller buskmark i tempererade Nordamerika söderut till centrala Mexiko. De är alla flyttfåglar som övervintrar i Central- eller Sydamerika. Den delas in i nio underarter med följande utbredning:
- S. a. rubiginosa – södra Alaska och västra Kanada
- S. a. banksi – centrala Alaska
- S. a. parkesi – norra Alaska och norra Kanada
- S. a. amnicola – västcentrala till östra Kanada
- S. a. aestiva – sydcentrala till östra Kanada, söderut genom östra och centrala USA
- S. a. morcomi – inlandet i sydvästra Kanada och västcentrala USA
- S. a. brewsteri – kustnära västra USA och nordvästligaste Mexiko
- S. a. sonorana – sydvästra USA:s inland till norra och nordvästra Mexiko
- S. a. dugesi – centrala Mexiko

### Fynd i Europa
Gul skogssångare är en mycket sällsynt gäst i Västeuropa, huvudsakligen från slutet av augusti till början av oktober, med fynd i Azorerna, Storbritannien, Frankrike, Island, Irland och Selvagensöarna.

### En art eller två?
Gul skogssångare och mangroveskogssångaren (S. petechia) behandlas ofta som en och samma art, Setophaga petechia. I världslistan AviList urskiljs de dock 2025 som två skilda arter, baserat på tydliga skillnader i fjäderdräkt, morfologi och läten. Även ekologi och flyttbeteende skiljer dem åt. Det noteras dock att variationen inom båda arter är stor och mer detaljerade studier är önskvärda.

## Levnadssätt

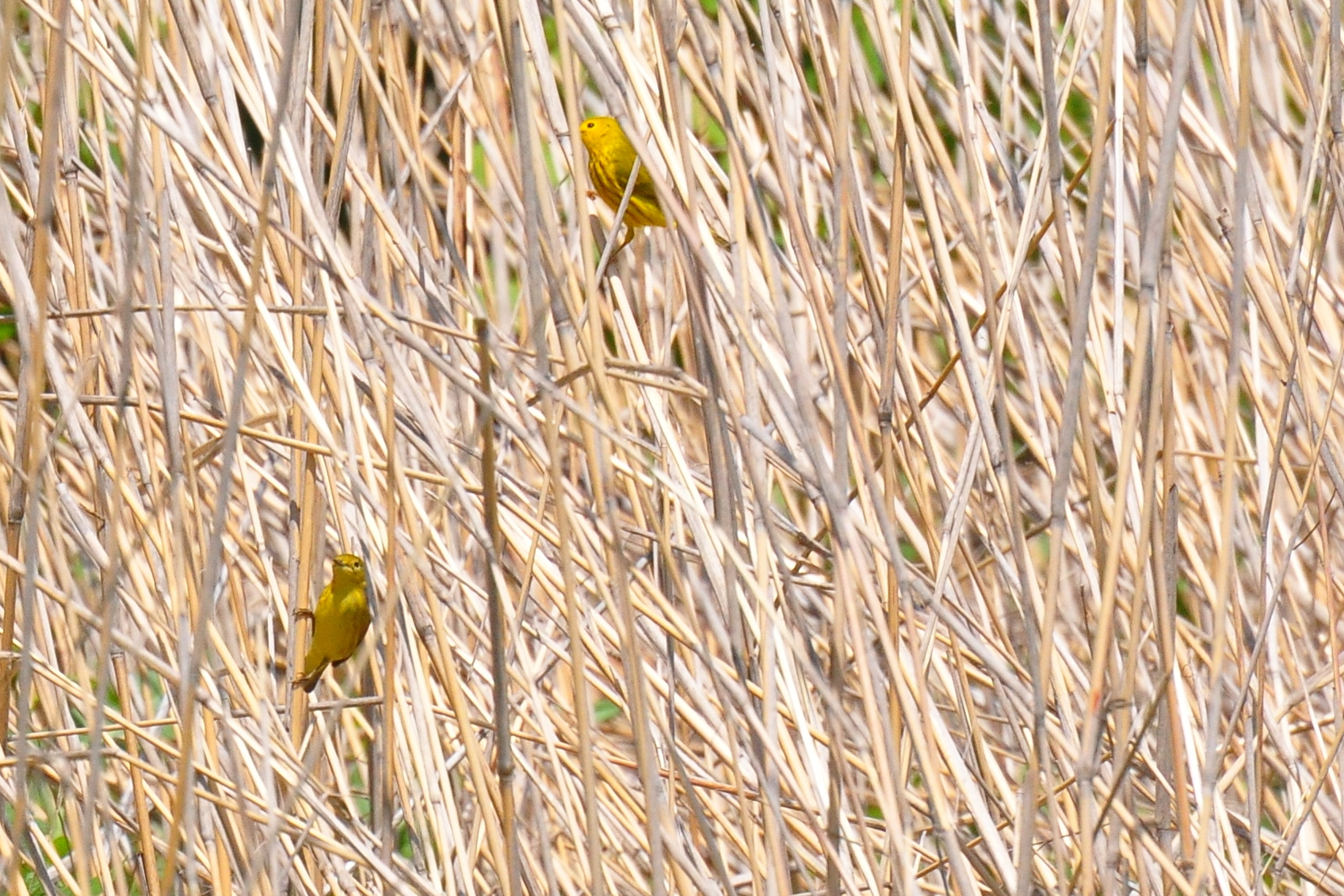
Hane (ovan) och hona gul skogssångare födosökande i vass, Mill Creek Streamway Park, Kansas, USA.

Gul skogssångare hittas i flodnära eller på annat sätt fuktiga trädbevuxna marker, framför allt Salix. I övervintringsområdena ses den i samma miljöer som mangroveskogssångare, nämligen i mangroveträsk och liknande miljöer. Den ses i mindre utsträckning i buskmarker, jordbruksområden och skogsbryn. Framför allt i Nordamerika förekommer den också i mer stadsnära miljöer, i fruktträdgårdar och parker. Under häckningstid är arten mycket revirhävdande och jagar bort andra individer av samma art, men under resten av året kan den påträffas i smågrupper.

### Föda
Gul skogssångare livnär sig av leddjur, framför allt insekter, som den plockar från buskar och trädgrenar eller i luften som en flugsnappare. Den intar även andra former av ryggradslösa djur samt bär och frukt. Ungarna matas framför allt med fjärilslarver, särskilt mätare.

## Häckning

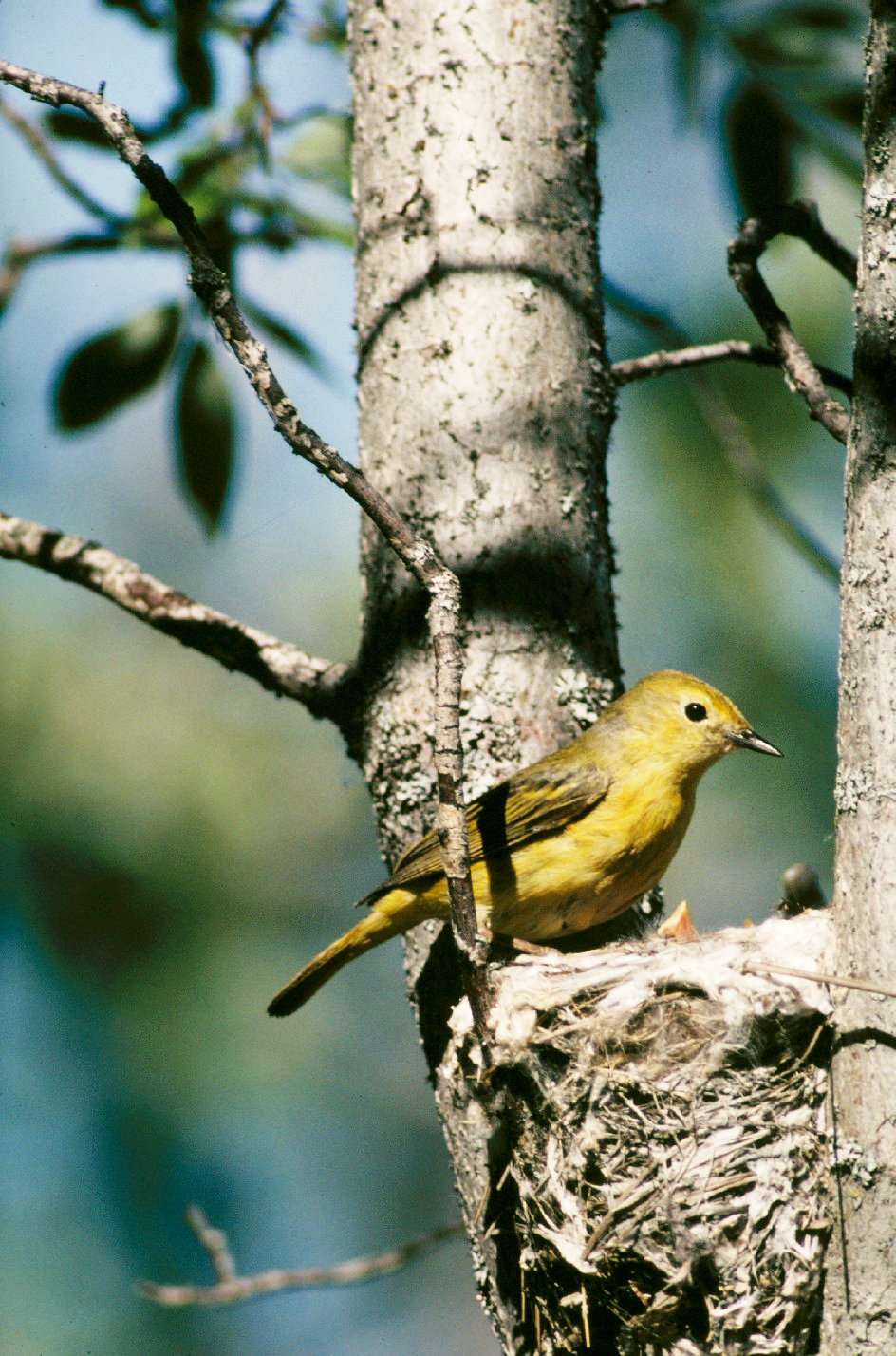
Hona gul skogssångare med ungar i Yukon Flats National Wildlife Refuge Alaska, USA.

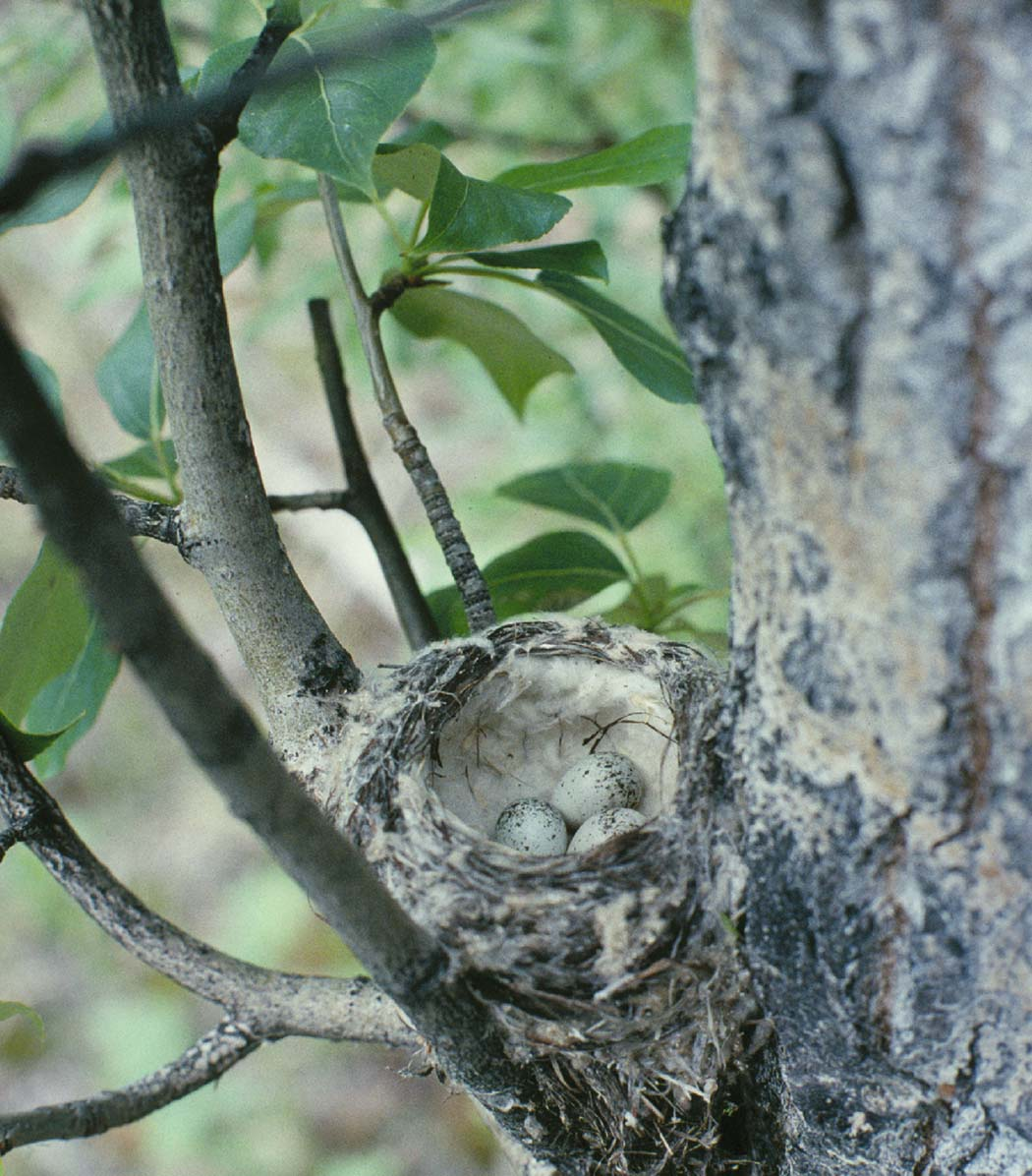
Bo med ägg.

Gul skogssångare placerar sitt lilla skålformade bo i ett träd. Hane och hona tar hand om ungarna förhållandevis jämlikt, men antar olika roller: honan bygger och underhåller boet samt ruvar äggen i större utsträckning, medan hanen försvarar boet och hämtar föda som han lämnar över till honan.
Gul skogssångare häckar från maj-juni, är huvudsakligen monogam, lägger vanligtvis fyra till fem ägg som ruvas i elva dagar och ungarna lämnar boet efter åtta-nio dagar. Det skiljer sig från systerarten mangroveskogssångaren som häckar året om, är i hälften av fallen bigamist, lägger tre ägg som ruvas två dagar längre och ungarna lämnar boet efter elva dagar. Även häckningsframgången skiljer sig, där 55% av alla häckningar hos gul skogssångare leder till en unge i genomsnitt, medan den siffran för mangroveskogssångaren endast är 25%.

### Predatorer
Gul skogssångare utsätts av liknande predatorer som andra små trädhäckande tättingar: rävar, rovfåglar, ormar och många andra djur. Endast hälften av alla gula skogssångare i begränsad mening överlever till nästföljande år, medan två tredjedelar av de sydliga mangroveskogssångarna gör det. Å andra sidan råkar färre än en av tre bon från gul skogssångare ut för predation, medan två av tre magroveskogssångare påverkas.
Ormar som Coluber constrictor foxii och strumpebandssnok, är betydande bopredatorer, liksom kråkfåglar som amerikansk kråka och blåskrika och stora trädklättrande gnagare som amerikansk röd ekorre men även rovdjur, framför allt strimmig skunk, långsvansad vessla och tvättbjörn samt rödräv och katt. Dessa utgör inget större hot mot icke-häckande vuxna individer, men det gör istället rovfåglar som sparvfalk, trasthök, amerikansk sparvhök, pilgrimsfalk och stenfalk. Även ugglor som virginiauv och östlig skrikuv har noterats anfalla gul skogssångare.
Gul skogssångare verkar mobba predatorer i liten utsträckning, undantaget kostarar som är betydande boparasiter, där 40% av alla bon av gul skogssångare i Nordamerika utsätts för försök till eller framgångsrik parasitism av brunhuvad kostare. I tropikerna, där glanskostaren istället är den boparasiterande arten, utsätts endast 10% av bona, vilket tros bero på denna arts något större storlek som därför har sämre förutsättningar att överleva. Gul skogssångare är en av få arter som kan urskilja ett kostareägg i boet, som den vid upptäckt försöker täcka med bomaterial. Fågeln lägger då en helt ny kull ägg, eller ibland till och med överger även boet.

## Status och hot
Arten har ett stort utbredningsområde och en stor population, men tros minska i antal, dock inte tillräckligt kraftigt för att anses vara hotad. Utifrån dessa kriterier kategoriserar internationella naturvårdsunionen IUCN arten som livskraftig (LC). De senaste tio åren tros arten ha minskat med en tiondel men är med uppskattningsvis 97 miljoner häckande individer fortfarande en mycket vanlig fågel. Notera dock att IUCN inkluderar mangroveskogssångare i bedömningen.